# Galenobismutita
La galenobismutita és un mineral que pertany al grup dels sulfurs. Conté Plom i Bismut i d'aquí prové el seu nom.

## Característiques
La galenobismutita és una sulfosal, un sulfur, de plom i bismut. És soluble en HNO₃. Cristal·litza en el sistema ortoròmbic, formant cristalls allargats [001] i aplanats {100}. També s'hi pot trobar en forma d'agulles [001] o estriat [001], en plaques extremadament primes de vegades {100}. Els cristalls es troben freqüentment doblegats o torts. També pot ser massiva, columnar a fibrosa o compacta. La seva duresa a l'escala de Mohs oscil·la entre 2,5 i 3,5. És un mineral relacionat amb l'angelaita.
Segons la classificació de Nickel-Strunz, la galenobismutita pertany a «02.JC: Sulfosals de l'arquetip PbS, derivats de la galena, sense Tl» juntament amb els següents minerals: el·lisita, gillulyita i nakaseïta.

## Formació i jaciments
Es troba en filons hidrotermals. Sol trobar-se associada a altres minerals com: cosalita, galena, or, pirita, bismut, aikinita, telurobismutita, joseita, tetradimita, tetraedrita i quars.